# Jeux des petits États d'Europe
Les Jeux des petits États d'Europe (JPEE) sont une compétition multisports où se rencontrent des sportifs des pays de moins d'un million d'habitants du continent européen, depuis 1985. Ils se déroulent tous les deux ans et rassemblent neuf pays : Andorre, Chypre, l'Islande, le Liechtenstein, le Luxembourg, Malte, Monaco, le Monténégro et Saint-Marin.

## Histoire
Lors d'une réunion des comités olympiques européens, les représentants des petits États émirent l'idée d'organiser entre eux des jeux sportifs multidisciplinaires. Un premier congrès se tint en 1981 à Baden-Baden, durant lequel les comités olympiques de huit petits États se réunirent afin de réfléchir à la façon d'organiser des jeux leur étant réservés.
Les Jeux ont été créés en 1984, lors des Jeux olympiques de Los Angeles. Chaque pays européen de moins d'un million d'habitants et membre des Comités olympiques européens peut y participer. Les huit États qui répondaient initialement à ces critères ont été rejoints en 2009 par le Monténégro.
Les Îles Féroé cherchent à rejoindre l'association mais ne forment pas un État souverain et n'ont pas de comité olympique propre. Le Vatican, grâce à un accord bilatéral avec le comité olympique italien, devait participer à l'édition 2021 qui a dû être annulée.

## Pays participants

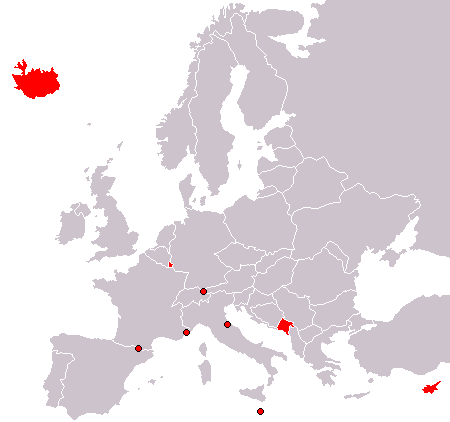
Emplacement des États participants

- Andorre
- Chypre
- Islande
- Liechtenstein
- Luxembourg
- Malte
- Monaco
- Monténégro
- Saint-Marin

## Éditions
| Jeux   | Année | Dates                 | Pays hôte         | Sports | Athlètes |
| ------ | ----- | --------------------- | ----------------- | ------ | -------- |
| Ier    | 1985  | du 23 au 26 mai       | Saint-Marin (1)   | 7      | 222      |
| IIe    | 1987  | du 14 au 17 mai       | Monaco (1)        | 9      | 468      |
| IIIe   | 1989  | du 17 au 20 mai       | Chypre (1)        | 8      | 675      |
| IVe    | 1991  | du 21 au 25 mai       | Andorre (1)       | 8      | 697      |
| Ve     | 1993  | du 25 au 29 mai       | Malte (1)         | 8      | 690      |
| VIe    | 1995  | du 29 mai au 3 juin   | Luxembourg (1)    | 9      | 684      |
| VIIe   | 1997  | du 2 au 7 juin        | Islande (1)       | 10     | 714      |
| VIIIe  | 1999  | du 24 au 29 mai       | Liechtenstein (1) | 9      | 566      |
| IXe    | 2001  | du 29 mai au 2 juin   | Saint-Marin (2)   | 11     | 658      |
| Xe     | 2003  | du 2 au 7 juin 2003   | Malte (2)         | 10     | 765      |
| XIe    | 2005  | du 30 mai au 4 juin   | Andorre (2)       | 11     | 793      |
| XIIe   | 2007  | du 4 au 9 juin        | Monaco (2)        | 12     | 1062     |
| XIIIe  | 2009  | du 1er au 6 juin      | Chypre (2)        | 9      | 843      |
| XIVe   | 2011  | du 30 mai au 4 juin   | Liechtenstein (2) | 9      | 750      |
| XVe    | 2013  | du 27 mai au 1er juin | Luxembourg (2)    | 12     | 762      |
| XVIe   | 2015  | du 1er au 6 juin      | Islande (2)       | 11     | 789      |
| XVIIe  | 2017  | du 29 mai au 3 juin   | Saint-Marin (3)   | 11     | 889      |
| XVIIIe | 2019  | du 27 mai au 1er juin | Monténégro (1)    | 10     | 846      |
| XIXe   | 2021  | annulé                | Andorre           | NC     | NC       |
| XIXe   | 2023  | du 27 mai au 3 juin   | Malte (3)         | 10     | 835      |
| XXe    | 2025  | du 26 mai au 31 mai   | Andorre (3)       | 11     |          |
| XXIe   | 2027  |                       | Monaco (3)        |        |          |

## Sports représentés
Lors des JPEE, le pays organisateur doit obligatoirement inclure 8 sports.
Ces 6 sports individuels :
- Athlétisme
- Judo
- Natation
- Tennis
- Tennis de table (résultats détaillés)
- Tir

et 2 sports d'équipe dont obligatoirement le  Basket-ball et/ou le  Volley-ball.
Le comité d'organisation peut ajouter un maximum de deux autres sports dont l'un doit être olympique.
Autres sports ayant déjà été retenus lors de précédents JPEE :
- Beach-volley
- Boccia
- Cyclisme
- Gymnastique
- Golf
- Sport-boules (Lyonnaise)
- Squash
- Taekwondo
- VTT
- Voile

Chaque sport doit comporter une compétition homme et une compétition femme.

## Tableau des médailles
Mis à jour après l'édition 2023.
| Rang | Nation        | Or  | Argent | Bronze | Total |
| ---- | ------------- | --- | ------ | ------ | ----- |
| 1    | Chypre        | 519 | 453    | 398    | 1370  |
| 2    | Islande       | 509 | 393    | 423    | 1325  |
| 3    | Luxembourg    | 411 | 420    | 398    | 1229  |
| 4    | Monaco        | 147 | 169    | 252    | 568   |
| 5    | Malte         | 111 | 174    | 231    | 516   |
| 6    | Liechtenstein | 75  | 80     | 105    | 260   |
| 7    | Saint-Marin   | 68  | 122    | 155    | 345   |
| 8    | Monténégro    | 55  | 24     | 46     | 125   |
| 9    | Andorre       | 52  | 100    | 139    | 291   |

## Identité visuelle

Logo avant octobre 2016.
Logo actuel depuis octobre 2016.